# Завод діоксиду марганцю в Ньюкаслі
Завод діоксиду марганцю в Ньюкаслі – колишній виробничий майданчик на сході Австралії.
Завод спорудив у 1989 – 1992 роках гірничодобувний гігант BHP з метою випуску високочистого електролітичного діоксиду марганцю, який використовують у виробництві електричних батарей. Основною сировиною була марганцева руда, що надходила з рудника Ґрут-Айленд (так само відносився до активів BHP). Основні стадії технологічного процесу включали випалювання, кислотне вилуговування та електроліз. Виробнича потужність майданчику становила 27 тисяч тонн на рік.
В 1998-му BHP продав завод компанії Delta EMD (можливо відзначити, що в цей же період BHP позбувся ще одного активу в Ньюкаслі – металургійного комбінату, який закрили з виділенням металопрокатного виробництва).
На початку 2008-го на тлі несприятливої економічної ринкової ситуації (зокрема, запровадження обмежувальних заходів для доступу на ринки США та Великої Британії) завод зупинили, а за кілька років прийняли рішення про його демонтаж.